# Ultimate Comics: Spider-Man
Ultimate Comics: Spider-Man (рус. Современные комиксы: Человек-паук) — американская серия комиксов о Человеке-пауке, издаваемая с августа 2009 года в рамках перезапуска «Ultimate Comics» компанией Ultimate Marvel, импринта основной Marvel Comics. Серия одновременно является и продолжением Ultimate Spider-Man и даёт начало новым событиям. Начиная с 16 января 2011 года, нумерация Ultimate Comics: Spider-Man перешла на Ultimate Spider-Man вплоть до выпуска #160 в августе 2011 года, когда нумерация вернулась как следствие перезапуска Ultimate Universe Reborn.
Сценаристом серии стал писатель Брайан Майкл Бендис, который изначально сотрудничал с художников Дэвидом Лафуенте, с которым работал ранее над созданием ежегодника Ultimate Spider-Man Annual #3. После выпуска #15 к ним присоединилась Сара Пичелли, и помимо двух основных художников, Бендис сотрудничал с Такэси Миядзавой (#7-8), Крисом Сэмни (#155) и другими. Давний и первый художник серии Ultimate Spider-Man Марк Багли вернулся в Ultimate Comics: Spider-Man после сюжетной линии «Death of Spider-Man». В серию входят пять сюжетных линий, и описываемые события начинаются сразу после Ультиматума и продолжаются вплоть до смерти Человека-паука.

## Персонажи

### Главные
- Майлз Моралес / Человек-паук II (англ. Miles Morales): подросток, наполовину афроамериканец, наполовину пуэрториканец. Стал новым Человеком-пауком после смерти Питера Паркера.[7]
- Питер Бенджамин Паркер / Человек-паук (англ. Peter Parker): ученик старшей школы, подрабатывает в ресторане быстрого питания. Живёт вместе с тётей Мэй, Гвен Стэйси и Джонни Штормом и Бобби Дрейком. Погибает в сюжетной линии «Death of Spider-Man». Питер вернулся в серии Miles Morales: Ultimate Spider-Man, где потребовал у Майлза свои вещи. Питер отказался рассказывать, что произошло и сбежал. Позднее Питер приходит к своему старому дому, где Майлз сражается с Озборном и помогает ему в битве. Позже выясняется, что Питер не погиб из-за того, что сыворотка ОЗ дала побочный эффект — бессмертие, что передалось и Озборну[8].
- Джефферсон Девис (англ. Jefferson Davis): отец Майлза Моралеса, муж Рио Моралес и брат Аарона Девиса. Джефферсон ненавидит мутантов и супергероев. В молодости они с братом были ворами.
- Рио Моралес (англ. Rio Morales): мать Майлза Моралеса и жена Джефферсона Девиса. Во время атаки Венома, она защищала Человека-паука, узнав, что им является её сын, но была тяжело ранена случайной пулей и умерла на руках Майлза.
- Ганке Ли (англ. Ganke Lee): лучший друг Майлза Моралеса. Он был первым, кому Майлз рассказал, что обладает суперспособностями. Любит собирать конструкторы «LEGO».
- Джессика Дрю / Женщина-паук (англ. Jessica Drew / Spider Woman): женский клон Питера Паркера, перенявший большую часть его воспоминаний. После смерти Питера, узнает о новом Человеке-пауке и приводит его к Нику Фьюри. Джессика была той, кто по приказу Фьюри передала Майлзу новый костюм. После того как Майлз перестал быть Человеком-пауком, то именно Джессике удалось уговорить его снова стать борцом с преступностью. После вторжение Галактуса, становиться новой Чёрной Вдовой.

### Эпизодические
- Гвен Стейси (англ. Gwen Stacy): подруга Питера, недолгое время была его романтическим интересом.
- Мэй Паркер (англ. May Parker): тётя Питера, после событий Ультиматума пригласила жить в доме Паркеров Джонни Шторма и Бобби Дрейка, которым было негде жить.
- Мэри Джейн Уотсон (англ. Mary Jane Watson): разорвала отношения с Питером после событий Ультиматума, работает на факультете журналистики университета Мидтауна. В конечном счёте помирилась с Питером, но вскоре он погиб от рук Нормана Озборна.
- Тайрон Джонсон / Плащ (англ. Tyrone Johnson / Cloak): менеджер в кафе Бургер Лягушка, вскоре стал встречаться с Тэнди Боуэн. После автокатастрофы они с Тэнди стали подопытными Мозговой команды Роксон, которые наделили их сверхспособностями.
- Тэнди Боуэн / Кинжал (англ. Tandy Bowen / Dagger): училась в одной школе с Питером Паркером. После автокатастрофы они с Тайроном стали подопытными Мозговой команды Роксон, которые наделили их сверхспособностями.
- Лана Баумгартнер / Бомбочка (англ. Lana Baumgartner / Bombshell)- мутант, совершала ограбление вместе с матерью, но после ареста матери, училась в одной школе с Питером Паркером. Два года спустя, вернулась к преступностью и сражалась против Плаща и Кинжала, но после стычки с Таскмастером, она присоединилась к новому Человеку-пауку, Женщине-паук, Плащу и Кинжалу, чтобы остановить корпорацию Роксон.
- Кэти Бишоп (англ. Kate Bishop) — студентка Бруклинского академии Вижнс и одноклассница Майлза Моралеса, через год стала его девушкой. Вскоре узнает тайну Майлза, однако выяснилось, что она и её семья состоят в организации Гидры, с которыми Майлз сражался во время Второй Гражданской Войны.
- Лори Баумгартнер / Бомбочка (англ. Lori Baumgartner / Bombshell)- мать Ланы, в прошлом сидела в тюрьме за вооружённое ограбление, но учёные корпорации Роксон предложили свободу, в обмен на эксперименты над ней. После введение сыворотки супер-солдат, Лори стала « живой бомбой», но когда она узнала от учёных, что беременна, то сбежала. После Ультиматума совершала ограбление вместе с дочерью, пока её не арестовали.
- Джонни Шторм / Человек-факел (англ. Johnny Storm / Human Torch): бывший член ныне расформированной Фантастической четвёрки, после того, как переехал в дом Паркеров, вместе с Бобби выдаёт себя за кузена Питера.
- Бобби Дрейк / Человек-лёд (англ. Bobby Drake / Iceman): бывший член Людей Икс, согласился на предложение тёти Мэй о переезде после того, как его родители лишили его дома. Наряду с Джонни выдаёт себя на двоюродного брата Питера.
- Китти Прайд (англ. Kitty Pryde / Shadowcat): училась в одной школе с Питером Паркером, пока не была завербована правительством.
- Кэрол Дэнверс (англ. Carol Danvers): новый директор организации Щ.И.Т.
- Фелиция Харди / Чёрная кошка (англ. Felicia Hardy / Black Cat): девушка-грабитель.

### Враги
- Норман Озборн / Зелёный Гоблин (англ. Norman Osborn / Green Goblin): один из главных врагов Человека-паука, вызволил Шестёрку суперзлодеев с Трикселиона и в сюжетной линии «Death of Spider-Man» стал причиной его смерти.
- Максвелл Диллон / Электро (англ. Maxwell Dillon / Electro): освобождён Озборном с целью убить Человека-паука.
- Тинкерер (англ. Tinkerer): сумасшедший учёный, который пытается отомстить компании Роксон. Убит Бродягой.
- Аарон Дэвис / Бродяга (англ. Aaron Davis / Prowler): дядя Майлза Моралеса и брат Джефферсона Дэвиса. Аарон с молодых лет воровал вместе с Джефферсоном, но в отличие от брата, он продолжил преступную карьеру. Узнаёт о тайне Майлза и с помощью шантажа заставляет сотрудничать. Во время драки с Человеком-Пауком, Аарон погибает от взрыва собственного спецкостюма.
- Максимус Гарган / Скорпион (англ. Maximus Gargan / Scorpion): опасный преступник, враг второго Человека-паука. В преступных кругах он получил прозвище «Скорпион». По слухам, Скорпион наделен суперспособностями, держит свою организацию в ежовых рукавицах. Он прибывает в США, чтобы отомстить Бродяге, но решает стать новым Кингпином Нью-Йорка. Вскоре был побежден вторым Человеком-пауком и отправлен за решетку.
- Веном / Конрад Маркус  (англ. Venom / Conrad Marcus): биохимик, изучавший паука, который наделил способностями второго Человека-Паука. Работал в Озкорп и Роксон. Убивает Бетти Брант, чтобы она не раскрыла всем тайну нового Человека-паука. Во время последней схватки с Человеком-пауком застрелен полицией.
- Хамелеоны (англ. Chameleon): оборотни, брат и сестра, использовали обличье Питера Паркера.
- Мистерио (англ. Mysterio): суперзлодей, который после убийства Кингпина стремился занять его место. В сюжете кроссовера «Spider-Men» выяснилось что Ultimate-версия Мистерио является роботом, которым управляет Мистерио из основной вселенной.
- Отто Октавиус / Доктор Октопус (англ. Otto Octavius / Doctor Octopus): освобождён Озборном с Трикселиона в составе Шестёрки, и после отказа убить Человека-паука был убит Озборном.
- Крэйвен-охотник (англ. Kraven the Hunter): был освобождён Озборном в составе Шестёрки.
- Блэки Драго / Стервятник: был освобождён Озборном в составе Шестёрки.
- Флинт Марко / Песочный человек (англ. Flint Marko / Sandman): был освобождён Озборном в составе Шестёрки.
- Мозговая команда Роксон (англ. Roxxon Brain Trust): организация, работающая на Роксон, раннее возглавлялась Отто Октавиусом. Участники команды, детектив Мисти Найт, доктор Лайла Миллер, доктор Арним Зола III, Натаниель Эссекс и доктор Сэмюель Стернс. После второй инопланетной атаки на Роксон, Мозговая команда скрывала своё существование.
- Энтони Мастерс /Таскмастер (англ. Anthony Masters / Taskmaster) — наёмный убийца, работающий на корпорацию Роксон.

## Коллекционные издания
| Название                                      | Включенные выпуски                                                | ISBN               | Дата выхода |
| --------------------------------------------- | ----------------------------------------------------------------- | ------------------ | ----------- |
| Volume 1: The World According to Peter Parker | Ultimate Comics: Spider-Man #1-6 (Ultimate Spider-Man #135-140)   | ISBN 0-7851-4011-5 | 2010-04-07  |
| Volume 1: The World According to Peter Parker | Ultimate Comics: Spider-Man #1-6 (Ultimate Spider-Man #135-140)   | ISBN 0-7851-4099-9 | 2010-07-21  |
| Volume 2: Chameleons                          | Ultimate Comics: Spider-Man #7-14 (Ultimate Spider-Man #141-148)  | ISBN 0-7851-4012-3 | 2010-12-08  |
| Volume 2: Chameleons                          | Ultimate Comics: Spider-Man #7-14 (Ultimate Spider-Man #141-148)  | ISBN 0-7851-4100-6 | 2011-05-18  |
| Volume 3: Death of Spider-Man Prelude         | Ultimate Comics: Spider-Man #15-21 (Ultimate Spider-Man #149-155) | ISBN 0-7851-4639-3 | 2011-06-29  |
| Volume 4: Death of Spider-Man                 | Ultimate Spider-Man #156-160                                      | ISBN 0-7851-5274-1 | 2011-11-02  |